# Golpes de Estado no Paquistão
Os golpes militares no Paquistão iniciaram em 1958 e ocorreram três tentativas bem sucedidas. Também tem havido numerosas tentativas frustradas desde 1949. Desde a sua independência em 1947, o Paquistão passou várias décadas sob regime militar (1958 – 1971, 1977 - 1988, 1999 – 2008).

## Golpe de 1958
Em 1958, o primeiro presidente paquistanês, major-general Iskander Mirza, dispensou a Assembleia Constituinte do Paquistão e o governo do primeiro-ministro Feroz Khan Noon, e nomeou o comandante-em-chefe, General Ayub Khan, como o administrador-chefe da lei marcial. Treze dias depois, Mirza foi deposto por Ayub Khan, que nomeou-se presidente.

## Operação Fair Play
A Operação Fair Play foi o codinome para um golpe de Estado conduzido à meia-noite de 4 de julho de 1977 pelos militares paquistaneses liderados pelo chefe do Exército, o general Zia-ul-Haq contra o governo do então primeiro-ministro paquistanês Zulfikar Ali Bhutto. Perto da meia-noite de 4 de julho de 1977, o General Zia ordenou a prisão de Bhutto, seus ministros e outros líderes do Partido Popular do Paquistão e da Aliança Nacional do Paquistão. Em um discurso televisionado nacionalmente, o general Zia anunciou que a Assembleia Nacional do Paquistão e todas as assembleias provinciais foram dissolvidas, e que a Constituição do Paquistão foi suspensa.

## Golpe de 1999
Em outubro de 1999, oficiais de alta patente leais ao chefe do Exército, General Pervez Musharraf, prenderam o primeiro-ministro Nawaz Sharif e seus ministros, após frustrar a tentativa do regime de Sharif de demitir Musharraf e impedir o seu avião de pousar no Paquistão quando ele retornava de uma visita ao Sri Lanka.

## Tentativas de golpe sem sucesso
Ocorreram numerosas tentativas mal sucedidas de golpes na história do Paquistão. A primeira tentativa foi observada durante a Conspiração de Rawalpindi em 1949 liderada pelo major-general Akbar Khan, juntamente com ativistas e oficiais simpáticos a esquerda contra o governo de Liaquat Ali Khan, primeiro primeiro-ministro do Paquistão. O proeminente poeta-intelectual Faiz Ahmed Faiz era suspeito de envolvimento. Em 1980, um complô do major-general Tajammul Hussain Malik para assassinar Zia-ul-Haq no "Dia do Paquistão" em 23 de março de 1980 foi exposto e frustrado. Em 1995, uma tentativa de golpe contra o governo de Benazir Bhutto liderada pelo major-general Zahirul Islam Abbasi com o apoio de extremistas islâmicos foi frustrada.